# Liste des tripoints entre départements français
Cet article recense les tripoints entre les différents départements, en France

## Liste
En Gras : les tripoints entre départements étant également tripoints entre régions.
| Département 1           | Département 2         | Département 3         | Type                                                 | Notes | Coordonnées                         | Illus. |
| ----------------------- | --------------------- | --------------------- | ---------------------------------------------------- | --- | ----------------------------------- | ------ |
| Ain                     | Haute-Savoie          | Savoie                | Cours d'eau                                          | Rhône | 45° 56′ 19″ nord, 5° 49′ 52″ est.   |        |
| Ain                     | Isère                 | Rhône                 | Cours d'eau                                          | Rhône | 45° 48′ 49″ nord, 5° 06′ 05″ est.   |        |
| Ain                     | Isère                 | Savoie                | Terre ou eau suivant le niveau du Rhône              | Île au milieu du Rhône | 45° 36′ 48″ nord, 5° 37′ 26″ est.   |        |
| Ain                     | Jura                  | Saône-et-Loire        | Terre                                                | Cote 201 | 46° 26′ 48″ nord, 5° 18′ 39″ est.   |        |
| Ain                     | Rhône                 | Saône-et-Loire        | Cours d'eau                                          | Saône | 46° 10′ 37″ nord, 4° 46′ 49″ est.   |        |
| Aisne                   | Ardennes              | Marne                 | Terre                                                | Cote 85 | 49° 24′ 20″ nord, 4° 02′ 53″ est.   |        |
| Aisne                   | Marne                 | Seine-et-Marne        | Terre                                                | Tripoint entre les Hauts-de-France, le Grand Est et l'Île-de-France                                                                  | 48° 51′ 07″ nord, 3° 29′ 06″ est.   |        |
| Aisne                   | Nord                  | Somme                 | Terre                                                | Autoroute A26, km 149 | 50° 00′ 40″ nord, 3° 10′ 22″ est.   |        |
| Aisne                   | Oise                  | Seine-et-Marne        | Cours d'eau                                          | Confluent Ourcq-Clignon | 49° 07′ 04″ nord, 3° 04′ 19″ est.   |        |
| Aisne                   | Oise                  | Somme                 | Terre                                                | Ferme de Montalimont | 49° 42′ 21″ nord, 3° 07′ 06″ est.   |        |
| Allier                  | Cher                  | Creuse                | Cours d'eau                                          | Arnon Tripoint entre l'Auvergne-Rhône-Alpes, le Centre-Val de Loire et la Nouvelle-Aquitaine.                                        | 46° 25′ 14″ nord, 2° 16′ 52″ est.   |        |
| Allier                  | Cher                  | Nièvre                | Cours d'eau                                          | Allier (confluent avec le Nizon) Tripoint entre l'Auvergne-Rhône-Alpes, le Centre-Val de Loire et la Bourgogne-Franche-Comté.        | 46° 47′ 42″ nord, 3° 01′ 55″ est.   |        |
| Allier                  | Creuse                | Puy-de-Dôme           | Cours d'eau                                          | Confluent Cher-Boron | 46° 08′ 35″ nord, 2° 33′ 59″ est.   |        |
| Allier                  | Loire                 | Puy-de-Dôme           | Terre                                                | Puy de Montoncel (1287 m) | 45° 55′ 51″ nord, 3° 41′ 38″ est.   |        |
| Allier                  | Loire                 | Saône-et-Loire        | Cours d'eau                                          | Sernay | 46° 16′ 33″ nord, 3° 53′ 58″ est.   |        |
| Allier                  | Nièvre                | Saône-et-Loire        | Terre                                                | Rive droite de la Loire | 46° 44′ 59″ nord, 3° 37′ 46″ est.   |        |
| Alpes-de-Haute-Provence | Alpes-Maritimes       | Var                   | Cours d'eau                                          | Confluent entre Torrent des Bonnes Fonts et ravin de la Peyguière                                                                    | 43° 47′ 20″ nord, 6° 38′ 11″ est.   |        |
| Alpes-de-Haute-Provence | Drôme                 | Hautes-Alpes          | Terre                                                | Pointe sud-ouest de la Montagne du Pied du Mulet                                                                                     | 44° 11′ 29″ nord, 5° 40′ 33″ est.   |        |
| Alpes-de-Haute-Provence | Drôme                 | Vaucluse              | Terre                                                | Plaine de Buche, cote 918, sur la D518                                                                                               | 44° 06′ 58″ nord, 5° 29′ 56″ est.   |        |
| Alpes-de-Haute-Provence | Var                   | Vaucluse              | Cours d'eau ou terre suivant le niveau de la Durance | Durance, juste au-dessus du confluent avec le Verdon                                                                                 | 43° 43′ 49″ nord, 5° 45′ 29″ est.   |        |
| Ardèche                 | Drôme                 | Isère                 | Cours d'eau                                          | Rhône, juste en aval du pont ferroviaire                                                                                             | 45° 17′ 54″ nord, 4° 48′ 01″ est.   |        |
| Ardèche                 | Drôme                 | Vaucluse              | Cours d'eau                                          | Rhône (au droit de l'île de Saint--Étienne de Dion)                                                                                  | 44° 19′ 47″ nord, 4° 39′ 02″ est.   |        |
| Ardèche                 | Gard                  | Lozère                | Cours d'eau                                          | Chassezac (confluent avec le Valat de Chalondres, cote 270)                                                                          | 44° 27′ 35″ nord, 3° 59′ 54″ est.   |        |
| Ardèche                 | Gard                  | Vaucluse              | Cours d'eau                                          | Rhône (en amont du confluent avec l'Ardèche) Tripoint entre l'Auvergne-Rhône-Alpes, l'Occitanie et la Provence-Alpes-Côte d'Azur.    | 44° 16′ 13″ nord, 4° 38′ 58″ est.   |        |
| Ardèche                 | Haute-Loire           | Loire                 | Terre                                                | Pyfarat (1381 m) | 45° 14′ 11″ nord, 4° 29′ 00″ est.   |        |
| Ardèche                 | Haute-Loire           | Lozère                | Cours d'eau                                          | Ruisseau de la Ribeyre (en contrebas de la N88 entre Pradelles et Langogne)                                                          | 44° 44′ 38″ nord, 3° 51′ 45″ est.   |        |
| Ardèche                 | Isère                 | Loire                 | Cours d'eau                                          | Rhône, au droit de l'île de la Platière                                                                                              | 45° 21′ 58″ nord, 4° 45′ 20″ est.   |        |
| Ardennes                | Marne                 | Meuse                 | Terre                                                | Cote 229, carrefour des 4 Chênes | 49° 14′ 13″ nord, 4° 57′ 03″ est.   |        |
| Ariège                  | Aude                  | Haute-Garonne         | Terre                                                | Carrefour D16 (Haute-Garonne)-D14 (Ariège)                                                                                           | 43° 16′ 25″ nord, 1° 41′ 20″ est.   |        |
| Ariège                  | Aude                  | Pyrénées-Orientales   | Terre                                                | Point au-dessus du col de la Marrane, sur les pentes du Pic de Madrès                                                                | 42° 39′ 50″ nord, 2° 09′ 58″ est.   |        |
| Aube                    | Côte-d'Or             | Haute-Marne           | Terre                                                | Route au-dessus de la Ferme Beaumont                                                                                                 | 48° 01′ 13″ nord, 4° 42′ 16″ est.   |        |
| Aube                    | Côte-d'Or             | Yonne                 | Terre                                                | Cote 257 sur les D37 (Aube) et D102 (Côte-d'Or)                                                                                      | 47° 55′ 33″ nord, 4° 17′ 34″ est.   |        |
| Aube                    | Haute-Marne           | Marne                 | Terre                                                | Lieudit « Le Fumeret » sur les GR 654 et 145, cote 129                                                                               | 48° 31′ 55″ nord, 4° 40′ 12″ est.   |        |
| Aube                    | Marne                 | Seine-et-Marne        | Cours d'eau                                          | Noxe, un peu en amont de la source des Épinettes                                                                                     | 48° 37′ 13″ nord, 3° 33′ 20″ est.   |        |
| Aube                    | Seine-et-Marne        | Yonne                 | Terre                                                | Lieudit « Les Bornes Percées » Tripoint entre le Grand Est, l'Île-de-France et la Bourgogne-Franche-Comté.                           | 48° 23′ 25″ nord, 3° 24′ 53″ est.   |        |
| Aude                    | Haute-Garonne         | Tarn                  | Cours d'eau                                          | Lac de Saint-Ferréol (Laudot) | 43° 26′ 12″ nord, 2° 01′ 45″ est.   |        |
| Aude                    | Hérault               | Tarn                  | Terre                                                | Borne royale à la Fontaine des Trois Évêques, sur le GR7                                                                             | 43° 25′ 22″ nord, 2° 33′ 56″ est.   |        |
| Aveyron                 | Cantal                | Lot                   | Terre                                                | Cote 371, sur le GR6 au-dessus de Feydel Haut                                                                                        | 44° 36′ 57″ nord, 2° 12′ 28″ est.   |        |
| Aveyron                 | Cantal                | Lozère                | Terre                                                | Près de la Croix des Trois Évêques, cote 1345                                                                                        | 44° 38′ 41″ nord, 2° 58′ 54″ est.   |        |
| Aveyron                 | Gard                  | Hérault               | Cours d'eau                                          | Virenque, cote 642 | 43° 54′ 49″ nord, 3° 21′ 30″ est.   |        |
| Aveyron                 | Gard                  | Lozère                | Terre                                                | Croix des Trois Évêques, cote 938 | 44° 10′ 16″ nord, 3° 22′ 26″ est.   |        |
| Aveyron                 | Hérault               | Tarn                  | Cours d'eau                                          | Ruisseau de Combe Escure, cote 770                                                                                                   | 43° 41′ 40″ nord, 2° 56′ 08″ est.   |        |
| Aveyron                 | Lot                   | Tarn-et-Garonne       | Terre                                                | Lieudit « Les Trois Boules », cote 371                                                                                               | 44° 20′ 25″ nord, 1° 52′ 55″ est.   |        |
| Aveyron                 | Tarn                  | Tarn-et-Garonne       | Cours d'eau                                          | Viaur, au droit du Gayrol | 44° 08′ 58″ nord, 1° 59′ 25″ est.   |        |
| Bas-Rhin                | Haut-Rhin             | Vosges                | Terre                                                | Borne à la cote 852 | 48° 18′ 37″ nord, 7° 11′ 54″ est.   |        |
| Bas-Rhin                | Meurthe-et-Moselle    | Moselle               | Cours d'eau                                          | Ruisseau de Saussenrupt au lieudit « Basse Verdenal »                                                                                | 48° 32′ 11″ nord, 7° 04′ 49″ est.   |        |
| Bas-Rhin                | Meurthe-et-Moselle    | Vosges                | Cours d'eau                                          | Pont de Chaudes Roches sur la Plaine                                                                                                 | 48° 30′ 49″ nord, 7° 07′ 24″ est.   |        |
| Bouches-du-Rhône        | Gard                  | Vaucluse              | Cours d'eau                                          | Confluent du Rhône et de la Durance                                                                                                  | 43° 55′ 27″ nord, 4° 44′ 22″ est.   |        |
| Bouches-du-Rhône        | Var                   | Vaucluse              | Cours d'eau                                          | Confluent de la Durance et du Verdon                                                                                                 | 43° 43′ 29″ nord, 5° 45′ 13″ est.   |        |
| Calvados                | Eure                  | Orne                  | Terre                                                | Lieudit « Mont Joie », cote 184 | 48° 57′ 02″ nord, 0° 24′ 46″ est.   |        |
| Calvados                | Manche                | Orne                  | Terre                                                | Source à proximité de la D911 (Orne et Manche)                                                                                       | 48° 45′ 09″ nord, 0° 50′ 27″ ouest. |        |
| Cantal                  | Corrèze               | Lot                   | Cours d'eau                                          | Cère (confluent avec le Ruisseau du Fouillet), cote 321 Tripoint entre l'Auvergne-Rhône-Alpes, la Nouvelle-Aquitaine et l'Occitanie. | 44° 58′ 36″ nord, 2° 03′ 46″ est.   |        |
| Cantal                  | Corrèze               | Puy-de-Dôme           | Cours d'eau                                          | Dordogne (lac de Bort-les-Orgues) | 45° 28′ 42″ nord, 2° 30′ 30″ est.   |        |
| Cantal                  | Haute-Loire           | Lozère                | Terre                                                | Cote 1395 sur les pentes sud-ouest du Mont Mouchet                                                                                   | 44° 58′ 17″ nord, 3° 21′ 41″ est.   |        |
| Cantal                  | Haute-Loire           | Puy-de-Dôme           | Cours d'eau                                          | Bave, cote 811 | 45° 21′ 15″ nord, 3° 06′ 13″ est.   |        |
| Charente                | Charente-Maritime     | Deux-Sèvres           | Terre                                                | Lieudit « Sablière du Bois du Coin »                                                                                                 | 45° 58′ 11″ nord, 0° 06′ 11″ ouest. |        |
| Charente                | Charente-Maritime     | Dordogne              | Cours d'eau                                          | Dronne au droit de Champagne | 45° 11′ 30″ nord, 0° 00′ 15″ est.   |        |
| Charente                | Deux-Sèvres           | Vienne                | Terre                                                | Lieudit « La Butte Rouge », cote 167                                                                                                 | 46° 05′ 44″ nord, 0° 11′ 51″ est.   |        |
| Charente                | Dordogne              | Haute-Vienne          | Cours d'eau                                          | Pont dit « Pont Rouchaud » de la D50 (Charente) et de la D88 (Haute-Vienne et Dordogne) sur la Tardoire                              | 45° 42′ 53″ nord, 0° 37′ 45″ est.   |        |
| Charente                | Haute-Vienne          | Vienne                | Terre                                                | Lieudit « Goubatut » | 46° 07′ 43″ nord, 0° 49′ 23″ est.   |        |
| Charente-Maritime       | Deux-Sèvres           | Vendée                | Cours d'eau                                          | Croisement de la Conche de la Baronnerie et du Canal de Forges dans le marais poitevin                                               | 46° 18′ 16″ nord, 0° 45′ 01″ ouest. |        |
| Charente-Maritime       | Dordogne              | Gironde               | Cours d'eau                                          | Dronne (ancien confluent avec le Ruisseau du Chalaure, au droit du barrage                                                           | 45° 06′ 09″ nord, 0° 02′ 26″ ouest. |        |
| Cher                    | Creuse                | Indre                 | Terre                                                | Rives de la mare de Beaufoin | 46° 25′ 26″ nord, 2° 10′ 05″ est.   |        |
| Cher                    | Indre                 | Loir-et-Cher          | Terre                                                | Cote 142 | 47° 13′ 11″ nord, 1° 50′ 20″ est.   |        |
| Cher                    | Loiret                | Loir-et-Cher          | Cours d'eau                                          | Beuvron au lieudit « La Graineterie »                                                                                                | 47° 37′ 14″ nord, 2° 14′ 19″ est.   |        |
| Cher                    | Loiret                | Nièvre                | Cours d'eau                                          | Loire au droit de Neuvy-sur-Loire, juste en aval de la centrale nucléaire de Belleville                                              | 47° 31′ 13″ nord, 2° 52′ 28″ est.   |        |
| Corrèze                 | Creuse                | Haute-Vienne          | Cours d'eau                                          | Vienne (confluent avec le Ruisseau de Mercier, cote 537)                                                                             | 45° 41′ 55″ nord, 1° 53′ 56″ est.   |        |
| Corrèze                 | Creuse                | Puy-de-Dôme           | Terre                                                | Lieudit « Les Plaines », cote 736 | 45° 44′ 16″ nord, 2° 29′ 31″ est.   |        |
| Corrèze                 | Dordogne              | Haute-Vienne          | Cours d'eau                                          | Boucheuse, au droit des « Forges de Faye »                                                                                           | 45° 26′ 39″ nord, 1° 15′ 12″ est.   |        |
| Corrèze                 | Dordogne              | Lot                   | Terre                                                | | 45° 01′ 10″ nord, 1° 26′ 54″ est.   |        |
| Côte-d'Or               | Haute-Marne           | Haute-Saône           | Cours d'eau                                          | Vingeanne (Lieudit « Pré Larfin, cote 241)                                                                                           | 47° 36′ 16″ nord, 5° 22′ 26″ est.   |        |
| Côte-d'Or               | Haute-Saône           | Jura                  | Cours d'eau                                          | Ognon (Confluent avec le Bief de Nilieu, cote 186)                                                                                   | 47° 18′ 15″ nord, 5° 31′ 06″ est.   |        |
| Côte-d'Or               | Jura                  | Saône-et-Loire        | Cours d'eau                                          | Sablonne, cote 181 | 46° 58′ 48″ nord, 5° 15′ 19″ est.   |        |
| Côte-d'Or               | Nièvre                | Saône-et-Loire        | Terre                                                | Cote 464 sur la D980 | 47° 09′ 20″ nord, 4° 12′ 35″ est.   |        |
| Côte-d'Or.              | Nièvre                | Saône-et-Loire        | Terre                                                | Lieudit « La Croix de Chèvre », cote 681                                                                                             | 47° 07′ 24″ nord, 4° 06′ 59″ est.   |        |
| Côte-d'Or.              | Nièvre                | Saône-et-Loire        | Terre                                                | Cote 523, au-dessus de Palaizot | 47° 09′ 05″ nord, 4° 10′ 53″ est.   |        |
| Côte-d'Or               | Nièvre                | Yonne                 | Cours d'eau                                          | Ruisseau du Vernidard, cote 536 | 47° 20′ 21″ nord, 4° 06′ 22″ est.   |        |
| Côtes-d'Armor           | Finistère             | Morbihan              | Cours d'eau                                          | Ruisseau de Goaranvec, à la cote 138, au droit de « La Limite » et du « Petit Buzit »                                                | 48° 11′ 09″ nord, 3° 33′ 53″ ouest. |        |
| Côtes-d'Armor           | Ille-et-Vilaine       | Morbihan              | Terre                                                | Forêt du « Taillis de Grenedan », à proximité de l'étange formé par le ruisseau de Fonséan                                           | 48° 08′ 02″ nord, 2° 17′ 15″ ouest. |        |
| Creuse                  | Haute-Vienne          | Indre                 | Terre                                                | Près du lieudit « Le Bost » | 46° 20′ 49″ nord, 1° 24′ 56″ est.   |        |
| Deux-Sèvres             | Maine-et-Loire        | Vendée                | Cours d'eau                                          | Pont de la D752 sur l'Ouin, cote 113, lieudit « Le Pont d'Ouin »                                                                     | 46° 58′ 34″ nord, 0° 53′ 32″ ouest. |        |
| Deux-Sèvres             | Maine-et-Loire        | Vienne                | Canal                                                | Croisement de deux canaux d'irrigations au lieudit « Les Gruches », cote 35                                                          | 47° 03′ 55″ nord, 0° 06′ 08″ ouest. |        |
| Dordogne                | Gironde               | Lot-et-Garonne        | Cours d'eau                                          | Seignal, cote 74 | 44° 45′ 45″ nord, 0° 17′ 49″ est.   |        |
| Dordogne                | Lot                   | Lot-et-Garonne        | Terre                                                | Fontaine des trois évêques, à la cote 529, à proximité de « Loustalou »                                                              | 44° 34′ 39″ nord, 1° 04′ 30″ est.   |        |
| Doubs                   | Haute-Saône           | Jura                  | Cours d'eau                                          | Ognon au droit de l’Île Franche | 47° 15′ 54″ nord, 5° 41′ 55″ est.   |        |
| Doubs                   | Haute-Saône           | Territoire de Belfort | Terre                                                | Cote 366 dans le Bois de Châtenois                                                                                                   | 47° 33′ 47″ nord, 6° 48′ 26″ est.   |        |
| Drôme                   | Hautes-Alpes          | Isère                 | Terre                                                | Tête du Lauzon (2278 m) | 44° 42′ 25″ nord, 5° 48′ 04″ est.   |        |
| Essonne                 | Eure-et-Loir          | Loiret                | Terre                                                | Cote 134 à proximité des « Hauts de Gondreville »                                                                                    | 48° 17′ 12″ nord, 1° 59′ 38″ est.   |        |
| Essonne                 | Eure-et-Loir          | Yvelines              | Terre                                                | Cote 155 à l'angle des parcelles « La Grande Pièce » et « Les Plaideurs »                                                            | 48° 27′ 28″ nord, 1° 55′ 19″ est.   |        |
| Essonne                 | Hauts-de-Seine        | Val-de-Marne          | Terre                                                | « Le Parc de Tourvoie » | 48° 44′ 56″ nord, 2° 19′ 14″ est.   |        |
| Essonne                 | Hauts-de-Seine        | Yvelines              | Terre                                                | Échangeur autoroutier de Vélizy | 48° 46′ 34″ nord, 2° 13′ 36″ est.   |        |
| Essonne                 | Loiret                | Seine-et-Marne        | Cours d'eau                                          | Essonne au droit de l'émissaire du Marais de Touvaux                                                                                 | 48° 19′ 14″ nord, 2° 24′ 11″ est.   |        |
| Essonne                 | Seine-et-Marne        | Val-de-Marne          | Terre                                                | Cote 93 au lieudit « Le Tremblay »                                                                                                   | 48° 41′ 31″ nord, 2° 34′ 18″ est.   |        |
| Eure                    | Eure-et-Loir          | Orne                  | Cours d'eau                                          | Ruisseau de la Gohière, cote 189, au droit de « Bellou »                                                                             | 48° 40′ 13″ nord, 0° 48′ 53″ est.   |        |
| Eure                    | Eure-et-Loir          | Yvelines              | Terre                                                | Cote 138 dans le Bois de Bréval Tripoint entre la Normandie, le Centre-Val de Loire et l'Île-de-France.                              | 48° 56′ 28″ nord, 1° 30′ 05″ est.   |        |
| Eure                    | Oise                  | Seine-Maritime        | Cours d'eau                                          | Epte (cote 78 près de la station de pompage de Bouchevilliers                                                                        | 49° 24′ 33″ nord, 1° 42′ 50″ est.   |        |
| Eure                    | Oise                  | Val-d'Oise            | Cours d'eau                                          | Epte (cote 38 au lieudit « Les Marais » Tripoint entre la Normandie, les Hauts-de-France et l'Île-de-France.                         | 49° 13′ 56″ nord, 1° 42′ 16″ est.   |        |
| Eure                    | Val-d'Oise            | Yvelines              | Terre                                                | Cote 60 derrière la « Côte de la Noue »                                                                                              | 49° 04′ 40″ nord, 1° 36′ 31″ est.   |        |
| Eure-et-Loir            | Loiret                | Loir-et-Cher          | Terre                                                | Cote 121 entre le « Bois Leprêtre » et la D31/D14a                                                                                   | 47° 58′ 56″ nord, 1° 31′ 12″ est.   |        |
| Eure-et-Loir            | Loir-et-Cher          | Sarthe                | Terre                                                | Cote 241 à la Croisée de la D927 (Eure-et-Loir), de la D302 (Sarthe) et de l'Allée de Montmirail                                     | 48° 06′ 11″ nord, 0° 50′ 28″ est.   |        |
| Eure-et-Loir            | Orne                  | Sarthe                | Terre                                                | Chemin près du lieudit « Les Grandes Haies » Tripoint entre le Centre-Val de Loire, la Normandie et les Pays de la Loire.            | 48° 11′ 41″ nord, 0° 47′ 52″ est.   |        |
| Gers                    | Haute-Garonne         | Hautes-Pyrénées       | Terre                                                | Route près du sommet du Tuco, à proximité du réservoir d'eau potable                                                                 | 43° 18′ 39″ nord, 0° 36′ 25″ est.   |        |
| Gers                    | Haute-Garonne         | Tarn-et-Garonne       | Cours d'eau                                          | Pont sur le Ruisseau des Peyrets, à proximité du « Bosc »                                                                            | 43° 47′ 15″ nord, 0° 57′ 13″ est.   |        |
| Gers                    | Hautes-Pyrénées       | Pyrénées-Atlantiques  | Cours d'eau                                          | Saget (confluent avec le Boutigué, cote 131)                                                                                         | 43° 34′ 56″ nord, 0° 05′ 49″ ouest. |        |
| Gers                    | Landes                | Lot-et-Garonne        | Cours d'eau                                          | Gélise (confluent avec le Rimbez, cote 87)                                                                                           | 43° 58′ 59″ nord, 0° 04′ 33″ est.   |        |
| Gers                    | Landes                | Pyrénées-Atlantiques  | Terre                                                | Cote 109 à proximité du ruisseau du Lées                                                                                             | 43° 35′ 06″ nord, 0° 14′ 33″ ouest. |        |
| Gers                    | Lot-et-Garonne        | Tarn-et-Garonne       | Cours d'eau                                          | Auroue à la cote 74.7, un peu en aval d'Andiran                                                                                      | 44° 03′ 55″ nord, 0° 44′ 31″ est.   |        |
| Gironde                 | Landes                | Lot-et-Garonne        | Terre                                                | Cote 125, à proximité de Rieussourt                                                                                                  | 44° 13′ 35″ nord, 0° 08′ 26″ ouest. |        |
| Haute-Garonne           | Tarn                  | Tarn-et-Garonne       | Terre                                                | Rive droite (ancien méandre) du Tescou, cote 124, au droit de « Tap-Bas »                                                            | 43° 55′ 06″ nord, 1° 33′ 21″ est.   |        |
| Haute-Loire             | Loire                 | Puy-de-Dôme           | Cours d'eau                                          | Ance (confluent avec le Ruisseau de Cacharat, presque sous le viaduc ferroviaire de Pontempeyrat)                                    | 45° 21′ 25″ nord, 3° 53′ 51″ est.   |        |
| Haute-Marne             | Haute-Saône           | Vosges                | Terre                                                | Borne des Trois Départements | 47° 55′ 34″ nord, 5° 53′ 05″ est.   |        |
| Haute-Marne             | Marne                 | Meuse                 | Terre                                                | Cote 199 dite « La Haute Borne » sur le GR14b                                                                                        | 48° 41′ 04″ nord, 4° 59′ 18″ est.   |        |
| Haute-Marne             | Meuse                 | Vosges                | Terre                                                | Croix de chemins forestiers dans les Bois de Méval                                                                                   | 48° 25′ 15″ nord, 5° 28′ 12″ est.   |        |
| Hautes-Alpes            | Isère                 | Savoie                | Terre                                                | Cime de la Recoude (2856 m) | 45° 07′ 37″ nord, 6° 15′ 38″ est.   |        |
| Haute-Saône             | Territoire de Belfort | Vosges                | Terre                                                | Ballon de Servance (1216 m) | 47° 48′ 48″ nord, 6° 49′ 25″ est.   |        |
| Haute-Vienne            | Indre                 | Vienne                | Cours d'eau                                          | Benaize, à la cote 148 (juste en amont du « Gué Bouigeon »)                                                                          | 46° 23′ 02″ nord, 1° 10′ 39″ est.   |        |
| Haut-Rhin               | Territoire de Belfort | Vosges                | Terre                                                | Ballon d'Alsace (1247 m) | 47° 49′ 23″ nord, 6° 50′ 45″ est.   |        |
| Hauts-de-Seine          | Paris                 | Seine-Saint-Denis     | Terre                                                | Rue Hérault-de-Séchelles | 48° 54′ 02″ nord, 2° 19′ 11″ est.   |        |
| Hauts-de-Seine          | Paris                 | Val-de-Marne          | Terre                                                | Avenue Paul-Vaillant-Couturier | 48° 49′ 01″ nord, 2° 19′ 54″ est.   |        |
| Hauts-de-Seine          | Seine-Saint-Denis     | Val-d'Oise            | Cours d'eau                                          | Seine, juste en aval de L'Île-Saint-Denis                                                                                            | 48° 57′ 03″ nord, 2° 17′ 27″ est.   |        |
| Hauts-de-Seine          | Val-d'Oise            | Yvelines              | Cours d'eau                                          | Seine, entre l'Île fleurie et la rive gauche                                                                                         | 48° 54′ 31″ nord, 2° 12′ 02″ est.   |        |
| Ille-et-Vilaine         | Loire-Atlantique      | Maine-et-Loire        | Terre                                                | Lieudit « Le Souci », sur la D36 | 47° 46′ 36″ nord, 1° 14′ 46″ ouest. |        |
| Ille-et-Vilaine         | Loire-Atlantique      | Morbihan              | Cours d'eau                                          | Confluent de la Vilaine et de l'Oust                                                                                                 | 47° 37′ 54″ nord, 2° 05′ 48″ ouest. |        |
| Ille-et-Vilaine         | Maine-et-Loire        | Mayenne               | Terre                                                | Rive droite du Semnon, sous le lieudit « Les Masses »                                                                                | 47° 48′ 35″ nord, 1° 14′ 17″ ouest. |        |
| Ille-et-Vilaine         | Manche                | Mayenne               | Cours d'eau                                          | Airon, juste au-dessus du confluent avec le Ruisseau Français Tripoint entre la Bretagne, la Normandie et les Pays de la Loire.      | 48° 30′ 31″ nord, 1° 04′ 12″ ouest. |        |
| Indre                   | Indre-et-Loire        | Loir-et-Cher          | Terre                                                | Cote 149 sur la D675, lieudit « Chêne des Râteaux »                                                                                  | 47° 11′ 11″ nord, 1° 19′ 36″ est    |        |
| Indre                   | Indre-et-Loire        | Vienne                | Cours d'eau                                          | Gartempe au droit du lieudit « Les Varennes »                                                                                        | 46° 44′ 53″ nord, 0° 52′ 03″ est    |        |
| Indre-et-Loire          | Loir-et-Cher          | Sarthe                | Terre                                                | Cote 101 sur la D9 (Indre-et-Loire) / D29 (Loir et-Cher) / D124 (Sarthe)                                                             | 47° 41′ 39″ nord, 0° 36′ 54″ est    |        |
| Indre-et-Loire          | Maine-et-Loire        | Sarthe                | Terre                                                | Cote 103 dans les Bois de la Perraudière                                                                                             | 47° 36′ 30″ nord, 0° 13′ 48″ est    |        |
| Indre-et-Loire          | Maine-et-Loire        | Vienne                | Terre                                                | Forêt de Fontevraud Tripoint entre le Centre-Val de Loire, les Pays de la Loire et la Nouvelle-Aquitaine.                            | 47° 09′ 49″ nord, 0° 03′ 14″ est    |        |
| Isère                   | Loire                 | Rhône                 | Cours d'eau                                          | Rhône, au droit de « La Maladière »                                                                                                  | 45° 27′ 20″ nord, 4° 45′ 26″ est    |        |
| Loire                   | Rhône                 | Saône-et-Loire        | Cours d'eau                                          | Rivière de Mussy en aval du hameau de « Vis »                                                                                        | 46° 13′ 12″ nord, 4° 23′ 15″ est    |        |
| Loire-Atlantique        | Maine-et-Loire        | Vendée                | Cours d'eau                                          | Sèvre Nantaise, au confluent avec le « Ruisseau du Bon Débit »                                                                       | 47° 01′ 46″ nord, 1° 08′ 54″ ouest  |        |
| Loiret                  | Nièvre                | Yonne                 | Terre                                                | Cote 229 sur le GR3G, dans les « Tailles d'Arquian »                                                                                 | 47° 34′ 10″ nord, 2° 58′ 36″ est    |        |
| Loiret                  | Seine-et-Marne        | Yonne                 | Terre                                                | Cote 137 sur la voie romaine d'Orléans à Sens Tripoint entre le Centre-Val de Loire, l'Île-de-France et la Bourgogne-Franche-Comté.  | 48° 09′ 48″ nord, 2° 56′ 12″ est    |        |
| Lot                     | Lot-et-Garonne        | Tarn-et-Garonne       | Terre                                                | Rive droite du Boudouyssou, au droit de « Cirgou »                                                                                   | 44° 22′ 43″ nord, 1° 03′ 51″ est    |        |
| Maine-et-Loire          | Mayenne               | Sarthe                | Cours d'eau                                          | Sarthe, aux confluents avec la Voutonne et la Retaudière                                                                             | 47° 45′ 38″ nord, 0° 22′ 55″ ouest  |        |
| Manche                  | Mayenne               | Orne                  | Cours d'eau                                          | Colmont, au confluent avec le Ruisseau de Longuèves                                                                                  | 48° 30′ 05″ nord, 0° 51′ 37″ ouest  |        |
| Mayenne                 | Orne                  | Sarthe                | Cours d'eau                                          | Confluent de la Sarthe et du Sarthon                                                                                                 | 48° 22′ 56″ nord, 0° 03′ 18″ ouest  |        |
| Meurthe-et-Moselle      | Meuse                 | Vosges                | Terre                                                | Site des trois bornes | 48° 29′ 48″ nord, 5° 45′ 55″ est    |        |
| Nord                    | Pas-de-Calais         | Somme                 | Terre                                                | Cote 118 | 50° 03′ 14″ nord, 3° 05′ 25″ est    |        |
| Oise                    | Seine-et-Marne        | Val-d'Oise            | Terre                                                | Cote 145 à proximité de la Fontaine des Trois Saules                                                                                 | 49° 04′ 48″ nord, 2° 35′ 25″ est    |        |
| Oise                    | Seine-Maritime        | Somme                 | Terre                                                | Lieudit « La Hayette », cote 211 | 49° 45′ 30″ nord, 1° 47′ 02″ est    |        |
| Paris                   | Seine-Saint-Denis     | Val-de-Marne          | Terre                                                | Rue de Lagny (carrefour avec l’Avenue Léon-Gaumont, angle du Square de la Paix)                                                      | 48° 50′ 57″ nord, 2° 24′ 59″ est    |        |
| Seine-et-Marne          | Seine-Saint-Denis     | Val-de-Marne          | Terre                                                | Cote 110 (avenue de l'Avenir, GR6, angle du Bois Saint-Martin)                                                                       | 48° 48′ 26″ nord, 2° 35′ 30″ est    |        |
| Seine-et-Marne          | Seine-Saint-Denis     | Val-d'Oise            | Terre                                                | Aéroport de Roissy, entre la Route des Peupliers et le CDGVAL. Proche du Concorde exposé.                                            | 49° 00′ 36″ nord, 2° 33′ 12″ est    |        |

## Statistiques
Au total, il existe 146 tripoints entre départements français. La Seine-et-Marne en compte le plus : 10. La Corse et les départements d'outre-mer n'en comptent aucun ; tous les autres départements en comptent au moins un. La Côte-d'Or en compte trois avec la Nièvre et la Saône-et-Loire du fait de l'enclave de Ménessaire.
Les deux tripoints les plus proches sont ceux entre les Alpes-de-Haute-Provence, le Var et le Vaucluse d'une part, les Bouches-du-Rhône, le Var et le Vaucluse d'autre part : seulement 730 m les séparent.
Le tripoint le plus isolé est celui entre les Côtes-d'Armor, le Finistère et le Morbihan : il est distant du tripoint Côtes-d'Armor - Ille-et-Vilaine - Morbihan de 94 km.
| Département             | Tripoints |
| ----------------------- | --------- |
| Ain                     | +05,      |
| Aisne                   | +05,      |
| Allier                  | +06,      |
| Alpes-de-Haute-Provence | +04,      |
| Alpes-Maritimes         | +01,      |
| Ardèche                 | +07,      |
| Ardennes                | +02,      |
| Ariège                  | +02,      |
| Aube                    | +05,      |
| Aude                    | +04,      |
| Aveyron                 | +07,      |
| Bas-Rhin                | +03,      |
| Bouches-du-Rhône        | +02,      |
| Calvados                | +02,      |
| Cantal                  | +06,      |
| Charente                | +05,      |
| Charente-Maritime       | +04,      |
| Cher                    | +06,      |
| Corrèze                 | +06,      |
| Corse-du-Sud            | +00,      |
| Côte-d'Or               | +09,      |
| Côtes-d'Armor           | +02,      |
| Creuse                  | +06,      |
| Deux-Sèvres             | +05,      |
| Dordogne                | +07,      |
| Doubs                   | +02,      |
| Drôme                   | +05,      |
| Essonne                 | +06,      |
| Eure                    | +06,      |
| Eure-et-Loir            | +07,      |
| Finistère               | +01,      |
| Gard                    | +05,      |
| Gers                    | +06,      |
| Gironde                 | +03,      |
| Guadeloupe              | +00,      |
| Guyane                  | +00,      |
| Haute-Corse             | +00,      |
| Haute-Garonne           | +05,      |
| Haute-Loire             | +05,      |
| Haute-Marne             | +06,      |
| Hautes-Alpes            | +03,      |
| Haute-Saône             | +06,      |
| Haute-Savoie            | +01,      |
| Hautes-Pyrénées         | +02,      |
| Haute-Vienne            | +06,      |
| Haut-Rhin               | +02,      |
| Hauts-de-Seine          | +06,      |
| Hérault                 | +03,      |
| Ille-et-Vilaine         | +05,      |
| Indre                   | +06,      |
| Indre-et-Loire          | +05,      |
| Isère                   | +07,      |
| Jura                    | +04,      |
| Landes                  | +03,      |
| Loire                   | +07,      |
| Loire-Atlantique        | +03,      |
| Loiret                  | +07,      |
| Loir-et-Cher            | +06,      |
| Lot                     | +06,      |
| Lot-et-Garonne          | +06,      |
| Lozère                  | +05,      |
| Maine-et-Loire          | +08,      |
| Manche                  | +03,      |
| Marne                   | +06,      |
| Martinique              | +00,      |
| Mayenne                 | +05,      |
| Mayotte                 | +00,      |
| Meurthe-et-Moselle      | +03,      |
| Meuse                   | +04,      |
| Morbihan                | +03,      |
| Moselle                 | +01,      |
| Nièvre                  | +08,      |
| Nord                    | +02,      |
| Oise                    | +06,      |
| Orne                    | +06,      |
| Paris                   | +03,      |
| Pas-de-Calais           | +01,      |
| Puy-de-Dôme             | +06,      |
| Pyrénées-Atlantiques    | +02,      |
| Pyrénées-Orientales     | +01,      |
| Réunion                 | +00,      |
| Rhône                   | +04,      |
| Saône-et-Loire          | +09,      |
| Sarthe                  | +06,      |
| Savoie                  | +03,      |
| Seine-et-Marne          | +10,      |
| Seine-Maritime          | +02,      |
| Seine-Saint-Denis       | +05,      |
| Somme                   | +04,      |
| Tarn                    | +05,      |
| Tarn-et-Garonne         | +06,      |
| Territoire de Belfort   | +03,      |
| Val-de-Marne            | +05,      |
| Val-d'Oise              | +06,      |
| Var                     | +03,      |
| Vaucluse                | +06,      |
| Vendée                  | +03,      |
| Vienne                  | +06,      |
| Vosges                  | +07,      |
| Yonne                   | +05,      |
| Yvelines                | +05,      |